# Überbestand
Ein Überbestand (oder Übervorrat; englisch excess stock) liegt in Beschaffungsmanagement und Logistik vor, wenn die Lieferungen oder Lagerbestände höher sind als die Nachfrage. Gegensatz ist die Fehlmenge.

## Allgemeines
Für sämtliche Artikel sind die Reichweiten festzulegen, wobei eine minimale und eine maximale Reichweite zu ermitteln sind. Kommt es zum Überbestand, sind zu hohe Lagerkosten die Folge, bei einer Unterschreitung sind Versorgungsengpässe oder Lieferengpässe durch Unterbestand die Folge. Überbestand führt zu vermeidbarer übermäßiger Kapitalbindung, Unterbestand zu Regallücken. Ausgedrückt in der Terminologie der Lagerhaltung liegt ein Überbestand vor, wenn der optimale Lagerbestand nicht nur temporär überschritten wird. 

## Ermittlung und Analyse
Ausgangspunkt der Messung des Überbestands ist der Durchschnittsbestand eines Lagers.
```
  
Durchschnittsbestand
 
  - 
Sicherheitsbestand

  - Zyklusbestand
  - Spekulationsbestand
  = Überbestand
```

Der Zyklusbestand deckt den Zeitraum der Wiederauffüllung des Lagers bei durchschnittlichem Lagerabgang ab, der Spekulationsbestand soll die Ausnutzung besonderer Marktchancen ermöglichen.
Überbestandsanalysen sind Verfahren zur Ermittlung der Lagerartikel, deren Reichweite über den vorgegebenen Zielreichweiten liegen. Die Zielreichweite ist die vorgegebene maximale Reichweite eines Lagerartikels. Zielreichweiten werden auf Grundlage einer ABC-Analyse oder XYZ-Analyse ermittelt. Wird im Rahmen der Reichweitenanalyse festgestellt, dass die Sollreichweite überschritten ist, liegt ein Überbestand vor. Obwohl durch Just-in-time-Lieferung und eine wertkettenorientierte Bestandsminimierung verfrühte Überbestände vermieden und durch kurze Lagerdauer auch der Verderb von Waren eingeschränkt werden kann, sind durch das Prinzip der kleinen Nachschubmengen und kurzen Lieferrhythmen tendenziell negative Nebenwirkungen möglich.

## Wirtschaftliche Aspekte
Überbestände können sowohl durch Angebotsüberhänge als auch durch plötzlich auftretende Nachfragelücken entstehen. Sie bedeuten ein Lagerrisiko und führen zu Lagerengpässen, weil die Lagerkapazitäten nicht ausreichen und sich möglicherweise die Lagerkosten erhöhen. Probleme der Überbestände vor allem bei Serienfertigung mit hoher Fertigungstiefe lassen sich durch Standardisierung und Modularität vermindern. Das Festplatzsystem hat den Vorteil, Überbestände oder Fehlmengen zu visualisieren und wird daher häufig im Rahmen von schlanken Produktionssystemen verwendet. Durch Erhöhung der Lagerumschlagshäufigkeit lassen sich Überbestände abbauen etwa durch intensiven Abverkauf. Die Wahrscheinlichkeit ist höher, dass Überbestände bei Langsamdrehern mit niedriger Warenrotation vorkommen als bei Schnelldrehern. Ziel ist die optimale Bestellmenge, die Überbestände vermeiden hilft.